# Diplazium apollinaris
Diplazium apollinaris là một loài dương xỉ trong họ Athyriaceae. Loài này được L'Herm. ex F mô tả khoa học đầu tiên năm 1866.
Danh pháp khoa học của loài này chưa được làm sáng tỏ. 